# Урубамба
Долината Урубамба (Свещената долина) се намира в Перу под свещения град на инките Мачу Пикчу.
По времето на инките е свещено място, тъй като поради нейните географски и климатични особености, е едно от централните места на империята за извличане на ресурси и отглеждането на царевица, което в голям мащаб започва през 1400 г. Предполага се, че в този район са отглеждали нови сортове царевица.
Днес долината е място с много археологически паметници. Според последните данни, той е бил центърът на империята на Инките.